# Banks-schiereiland
Het Banks-schiereiland (Engels: Banks Peninsula) is een schiereiland aan de oostkust van het Zuidereiland in Nieuw-Zeeland. Het schiereiland is gelegen in de regio Canterbury, ten zuidoosten van de stad Christchurch. Het schiereiland werd ontdekt door de Engelse zeevaarder James Cook en werd vernoemd naar de natuuronderzoeker Sir Joseph Banks, die zich bij hem aan boord bevond. 

## Geografie
Het schiereiland wordt ten noorden, oosten en zuiden omgeven door de Zuidelijke Pacific. Het schiereiland wordt gekenmerkt door een heuvelachtig en bebost landschap, waarvan Mount Herbert met 919 meter het hoogste punt is. Het gehele schiereiland is van vulkanische oorsprong. Restanten hiervan zijn zichtbaar in de twee grootste natuurlijke havens van het schiereiland, de zeearmen Lyttelton Harbour en de Akaroa Harbour.
De twee grootste plaatsen op het schiereiland zijn Lyttelton in het noordwesten en Akaroa in het zuidoosten. Beide plaatsen zijn gelegen aan diepe zeearmen die tot ver in het schiereiland binnendringen.

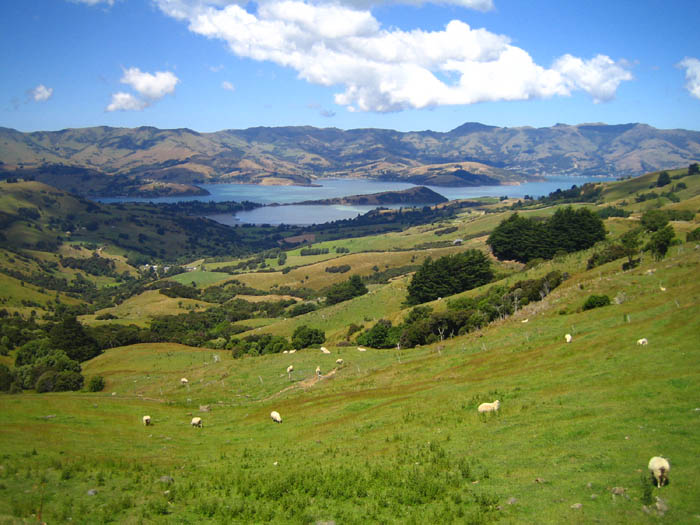
Blik op de Akaroa Harbour, te midden van een heuvelachtig landschap